# Simeó Monjo
Simeó Monjo (en llatí Symeon o Simeon Monachus o Hieronomachus, en grec Συμεών o Συμεάνης) fou un escriptor eclesiàstic romà d'Orient. Va florir en el regnat de Justinià I.
Foci l'anomena monjo i prevere (Biblioth. Cod. 231) i apareix com l'autor d'algunes obres antigues que figuren en algunes biblioteques destacades.